# Социјална флуентност
Социјална флуентност је концепт демонстрирања умешности у друштвеним ситуацијама и/или међуљудским односима. Социјална течност се често говори у академским областима социјалне интеракције, психолошке антропологије и друштвеног развоја. Различите школе филозофије, пре свега етика врлине, упоређују друштвену течност са духовитошћу и јасно је илуструју као пожељну особину личности.
Социјална флуентност је такође проглашена синонимом за брзину обраде друштвених процеса.
Амерички академик М. Ј. Пакер илустровао је важност друштвене течности у свом раду из 1987. Социјална интеракција као практична активност: Импликације за проучавање друштвеног и моралног развоја. Он је изјавио: „Желим да предложим да је социјална флуентност барем једнако важан телос за друштвени развој као и формирање експлицитних теорија, принципа и хипотеза о друштвеном свету... Експлицитније речено, друштвени развој се састоји у све широј флуентности: постајањем друштвено флуентнијим у све већем распону ситуација и подсветова...”